# 1854 en Belgique
Chronologie de la Belgique
- 1850
- 1851
- 1852
- 1853
- 1854
- 1855
- 1856
- 1857
- 1858

Cette page recense des événements qui se sont produits durant l'année 1854 en Belgique.

## Chronologie
- 13 juin : défaite des libéraux aux législatives partielles. Ils perdent la majorité mais le roi convainc le Premier ministre Henri de Brouckère de conserver le pouvoir (17 juin)[1].

- 9 octobre : fondation du monastère de Beaumont par des moniales Colettines, dans la commune de Beaumont[2].

## Culture

### Arts
- 6 août - 1 novembre : ouverture du Salon de Bruxelles de 1854[3].

### Peinture
Le prix de Rome belge est décerné à Désiré Mergaert, un second prix est attribué à Louis Hendrix et Antonin Goeyers .

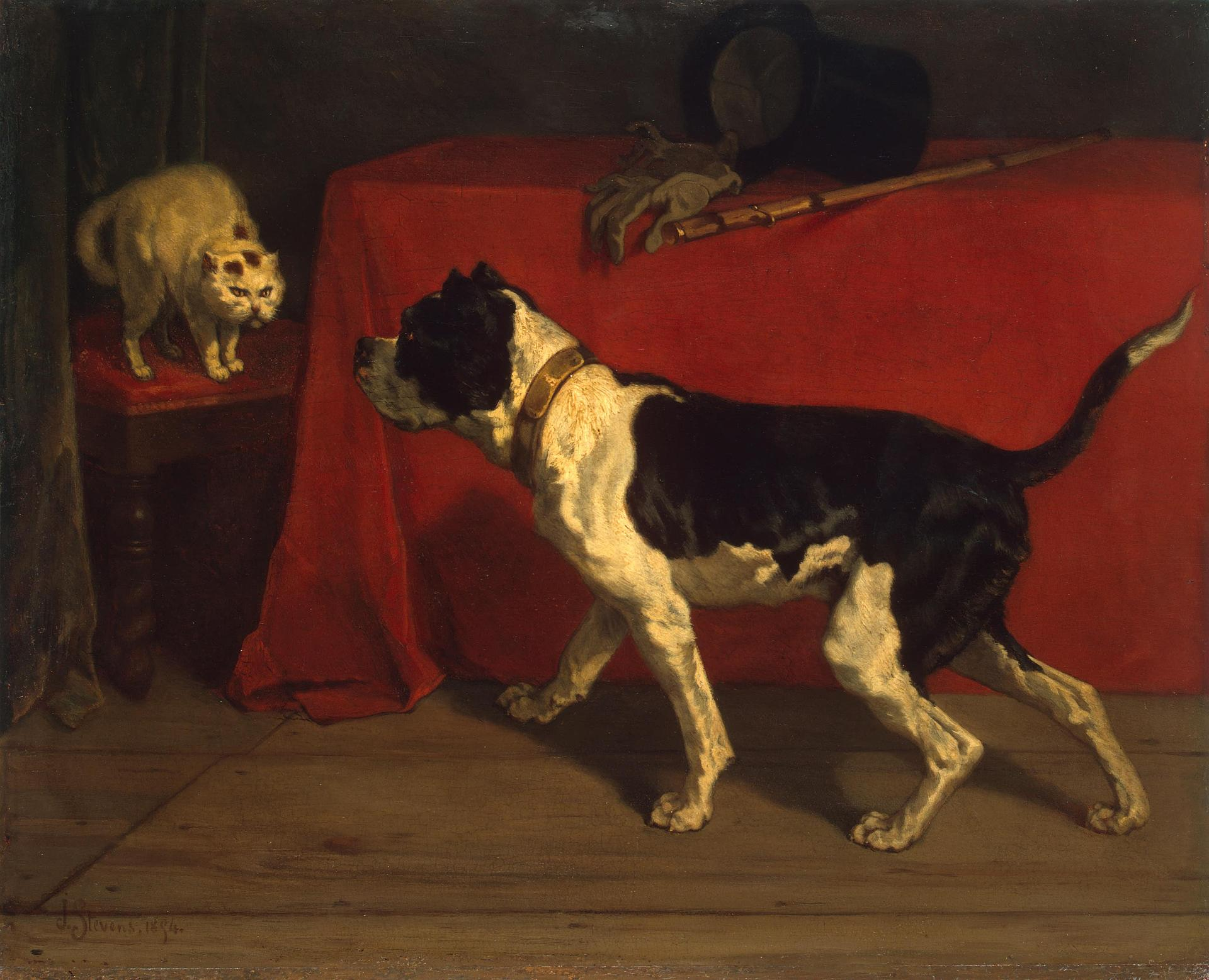
Ennemis (Joseph Stevens)

## Naissances
- 16 février : Fulgence Masson, avocat, journaliste et homme politique  († 24 janvier 1942).
- 12 juin : Pol Plançon, chanteur d'opéra.
- 31 octobre : Rémy Cogghe, peintre belge († 2 avril 1935).
- 28 novembre : Willy Finch, peintre († 28 avril 1930).
- 3 décembre : Julien Davignon, homme politique († 12 mars 1916).